# Kalamansig, Sultan Kudarat
Kalamansig là một đô thị hạng 2 ở tỉnh Sultan Kudarat, Philippines. Theo điều tra dân số năm 2000, đô thị này có dân số 44.645 người trong 8.640 hộ.
Kinh tế địa phương gồm nông nghiệp và ngư nghiệp.

## Các đơn vị hành chính
Đô thị này được chia thành 15 barangay.
- Santa Clara)
- Cadiz
- Datu Ito Andong
- Datu Wasay
- Dumangas Nuevo
- Hinalaan
- Limulan
- Nalilidan
- Obial
- Pag-asa
- Paril
- Poblacion
- Sabanal
- Sangay
- Santa Maria

Mayor Rolando P. Garcia
By:Joeffrey Albano Solangoy